# Kössi Ahmala

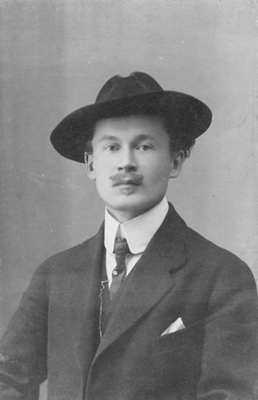
Kössi Ahmala

Kustaa (Kössi) Ahmala, född 13 februari 1889 i Lumijoki, död 29 april 1918 i Viborg, var en finländsk arbetarförfattare.
Ahmala genomgick folkskolan i Uleåborg och blev klocksmed 1905. Han verkade som talare och föredragshållare vid arbetarrörelsens ungdomsrörelse. 1913 flyttade Ahmala till Helsingfors.
Tillsammans med två andra författare, Kasperi Tanttu och Emil Lindahl, tillhörde han de arbetarintellektuella inom Helsingfors socialdemokratiska ungdomsförbund. De tre, Decamerone-klubben, publicerade sig i arbetarpressen och samlades veckovis på kaféer för intellektuella diskussioner.
Under finska inbördeskriget avled Ahmala i Viborg när de vita segerherrarna öppnade eld mot stadens posttjänstemän.

## Verk
- Hirsipuita: satiireja ja kertomuksia. Suomen sos.-dem. nuorisoliiton toimikunta, Turku 1920